# Trampörtsmal
Trampörtsmal, Augasma aeratellum är en fjärilsart som beskrevs av Philipp Christoph Zeller 1839. Enligt Catalogue of Life är det vetenskapliga namnet istället Augasma aeratella. Trampörtsmal ingår i släktet Augasma och familjen säckmalar, Coleophoridae. Enligt den svenska rödlistan är arten starkt hotad, EN, i Sverige. Arten förekommer sällsynt i Skåne och Blekinge. Artens livsmiljö är, åtminstone i Sverige, större sammanhängande sandområden. Inga underarter finns listade i Catalogue of Life.

## Bildgalleri

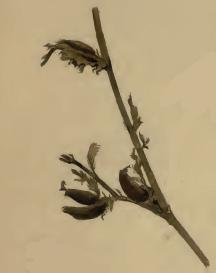
Trampört (Polygonum aviculare) med galler orsakade av fjärilens larver.
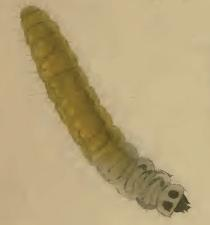
Fjärilens larv